# Safia permixta
Safia permixta är en fjärilsart som beskrevs av William Schaus 1911. Safia permixta ingår i släktet Safia och familjen nattflyn. Inga underarter finns listade.